# Campanula baumgartenii
Campanula baumgartenii is een zeldzame soort uit de klokjesfamilie (Campanulaceae). Vroeger werd de plant onder de botanische naam Campanula rotuntifolia var. lancifolia als variëteit van het grasklokje
(Campanula rotuntifolia) beschouwd.

## Botanischebeschrijving
De kruidachtige plant wordt 40-85 cm hoog, met meest rechtopstaande stengels en lancetvormige, soms eironde tot lancetvormige bladeren. Hieraan groeien van juli tot september 1,5-2 cm grote blauwe bloemen.
De plant lijkt sterk op het grasklokje. De twee soorten zijn onder andere door de grote variabiliteit van beide soorten selechts moeilijk van elkaar te onderscheiden. Een ook voor de leek duidelijk herkenbaar kenmerk zijn de stengelvormende wortels, die knolvormig verdikt zijn. Een ander kenmerk van deze soort is het vermogen zich door uitlopers vegetatief te vermeerderen.

## Voorkomen
De plant komt van nature hoofdzakelijk in Duitsland voor. De soort heeft er twee vestigingsplaatsen, een kleine in Taunus en een grotere in de Pfalz, die doorloopt tot in Frankrijk (Beneden-Elzas, Lotharingen). Ze is zeldzaam en geldt daarom als bedreigd. In het kleine vestigingsgebied bij Taunus zijn ongeveer 40 standplaatsen met circa 5500 exemplaren bekend (2002). Sinds de opname van de soort in een beschermingsprogramma van 1998 tot 2000 en verder onderzoek door vooral Buttler is het bestand in Hessen als stabiel te beschouwen. Voor het grotere bestand in Rijnland-Palts zijn geen nadere cijfers bekend.
De soort geeft de voorkeur aan halfschaduw, een warme standplaats op zwakzure en stikstofarme grond. Vooral op blauwgraslanden, maar secundair ook langs straatranden en af en toe in beukenbossen.

## Vermeerdering
Naast vegetatieve vermeerdering kent de plant ook verspreiding door zaadvorming. de bestuiving gebeurt door bijen.